# Daniel Killer
Daniel Pedro Killer (Rosario, 21 de diciembre de 1949) es un exfutbolista argentino. Formó parte de la selección de su país que obtuvo el campeonato mundial de 1978. Por otra parte, es uno de los doce futbolistas que jugaron para Rosario Central y Newell's Old Boys.

## Biografía
Se inició en las divisiones inferiores del Club Atlético Rosario Central. Debutó en primera división de la mano de Ángel Labruna en 1971, en ocasión en que hubo una gran huelga de jugadores profesionales en el fútbol argentino. 
Con el conjunto auriazul, obtuvo los títulos nacionales de 1971 y de 1973 y disputó varias ediciones de la Copa Libertadores de América.
En 1977 fichó por Racing Club de Avellaneda. En 1978, es parte del plantel de la Selección Argentina de Fútbol que obtuvo la Copa Mundial de Fútbol de 1978. 
En 1980, pasó a Newell's Old Boys, el histórico equipo rival de Rosario Central; con la particularidad de haber sido uno de los pocos jugadores en la historia que vistieron ambas camisetas.
En 1982 pasó a Vélez Sarsfield con Lorenzo como DT donde consiguieron un subcampeonato.
Luego pasó al Atlético Bucaramanga de Colombia en 1984.
Regresó a Argentina a jugar en Estudiantes (RC) en 1984.
En 1985 juega en Unión de Santa Fe, con el cual consigue salvarse del descenso. 
Se retiró jugando en el Club Atlético Argentino de Rosario participando en la tercera división argentina, en 1987.

## Selección nacional

### Participaciones en Copas del Mundo
| Mundial                        | Sede      | Resultado |
| ------------------------------ | --------- | --------- |
| Copa Mundial de Fútbol de 1978 | Argentina | Campeón   |

## Clubes
| Club                              | País      | Año       |
| --------------------------------- | --------- | --------- |
| Rosario Central                   | Argentina | 1967-1976 |
| Racing                            | Argentina | 1977-1978 |
| Newell's Old Boys                 | Argentina | 1979-1981 |
| Vélez Sarsfield                   | Argentina | 1982-1983 |
| Bucaramanga                       | Colombia  | 1984      |
| Estudiantes (RC)                  | Argentina | 1984      |
| Unión                             | Argentina | 1985-1986 |
| Club Atlético Argentino (Rosario) | Argentina | 1987-1988 |

## Palmarés

### Títulos nacionales
| Título           | Club            | Sede         | Año    |
| ---------------- | --------------- | ------------ | ------ |
| Primera División | Rosario Central | Rosario      | N-1971 |
| Primera División | Rosario Central | Buenos Aires | N-1973 |

### Títulos internacionales
| Título                  | Selección | Sede         | Año  |
| ----------------------- | --------- | ------------ | ---- |
| Copa Mundial de la FIFA | Argentina | Buenos Aires | 1978 |